# Bác Hồ bắt nhịp bài ca Kết đoàn

Bác Hồ bắt nhịp bài ca Kết đoàn (1960)

Bác Hồ bắt nhịp bài ca Kết đoàn là bức ảnh đen trắng của nghệ sĩ nhiếp ảnh Lâm Hồng Long ghi lại khoảnh khắc Chủ tịch Hồ Chí Minh đang chỉ huy dàn nhạc giao hưởng chơi bài Kết đoàn. Đây là một trong hai tác phẩm giúp Lâm Hồng Long trở thành một trong những nhà nhiếp ảnh đầu tiên nhận được Giải thưởng Hồ Chí Minh.

## Lịch sử
Bức ảnh được chụp vào ngày 3 tháng 9 năm 1960 tại đêm Dạ hội Nhân dân thủ đô mừng sự thành công của Đại hội toàn quốc lần thứ III của Đảng Lao động Việt Nam. Tại vườn bách thảo Hà Nội, dàn nhạc giao hưởng đang biểu diễn thì Chủ tịch Hồ Chí Minh cùng đoàn khách quốc tế đến để xem hòa nhạc. Khi Chủ tịch Hồ Chí Minh được nhạc trưởng mời lên bục chỉ huy, ông đã đề nghị dàn nhạc chơi bài Kết đoàn. Hình ảnh Hồ Chí Minh trước đây phần lớn được ghi lại khi ông diễn thuyết hay họp bàn công việc. Việc ông đứng trên bục nhạc trưởng để chỉ huy dàn nhạc giao hưởng là một việc hiếm thấy, rất nhiều nhiếp ảnh gia, phóng viên đều muốn chọn góc máy đẹp để ghi lại khoảnh khắc này.
Lúc bấy giờ, Chủ tịch Hồ Chí Minh đứng ở vị trí nhạc trưởng, đối mặt với dàn nhạc và quay lưng lại với khán giả. Có rất nhiều nhiếp ảnh gia tại hiện trường lựa chọn góc chụp từ phía sau dàn nhạc để chụp được khuôn mặt chính diện của Hồ chủ tịch, cũng có một lựa chọn đứng đối diện với dàn nhạc và sau lưng Hồ chủ tịch như phóng viên của Thông tấn xã Việt Nam là Lâm Hồng Long. Theo lời kể của Lâm Hồng Phong, lý do ông chọn góc chụp này là muốn tấm ảnh vừa có Chủ tịch Hồ Chí Minh, vừa có khuôn mặt của các nhạc công. Nhưng lựa chọn này cũng mang tính mạo hiểm cao khi không chắc chụp được bức ảnh có khuôn mặt Hồ chủ tịch. Khi bài hát dần đi đến hồi kết, Hồ chủ tịch bất ngờ quay mặt xuống khán giả và Lâm Hồng Phong trở thành người duy nhất chụp được khoảnh khắc Chủ tịch Hồ Chí Minh cầm đũa nhạc trưởng "với hậu cảnh là dàn nhạc đang say sưa biểu diễn". Lúc bấy giờ, Lâm Hồng Phong chỉ chụp được 1 bức ảnh duy nhất với kiểu phim 6x6, tốc độ 1.50 giây, cửa điều sáng F8, cự ly 5 mét, dùng ánh sáng đèn flash.

## Đánh giá và đón nhận
Nghệ sĩ nhiếp ảnh Chu Chí Thành, nguyên Chủ tịch Hội Nghệ sĩ Nhiếp ảnh Việt Nam, đã nhận xét rằng: "Bức ảnh có bố cục chặt chẽ, vừa có tính khái quát cao vừa có những chi tiết sinh động; làm nổi bật chân dung vị lãnh tụ vĩ đại mà vô cùng giản dị, ung dung tự tại". Bức ảnh được cho là đã trở thành biểu tượng tinh thần đoàn kết dân tộc của Việt Nam, được giới thiệu tại nhiều triển lãm khác nhau cả trong và ngoài nước. Năm 1996, cùng với bức ảnh Mẹ con ngày gặp mặt, tác giả Lâm Hồng Long đã trở thành 1 trong 4 người đầu tiên nhận được Giải thưởng Hồ Chí Minh dành cho nhiếp ảnh. Đến nay, chiếc đũa mà Chủ tịch Hồ Chí Minh đã sử dụng được lưu giữ tại Bảo tàng Lịch sử quốc gia. Theo thông tin từ báo Tuổi Trẻ, bức ảnh này là cơ sở quan trọng để Ban chấp hành Hội Nhạc sĩ Việt Nam nhiệm kỳ 2005 – 2010 căn cứ đề nghị nhà nước Việt Nam công nhận ngày 3 tháng 9 hàng năm là Ngày Âm nhạc Việt Nam.